# Paname City Rappin'
Paname City Rappin è l'album di debutto del rapper Dee Nasty e il primo album hip hop francese.

## Tracce
Face A Funk
1. Métro Scratch - 6:30
2. Délirer Un Peu - 4:27
3. Erotic Boogie - 6:10
4. Sound For Good Scratcher Only

Face B Smurf
1. No Sloopy Things - 6:18
2. Paname City Rappin'
3. Dee Nasty Infernal Scratch Machine - 7:10